# Berlinale 2000
La Berlinale 2000, 50e édition du festival international du film de Berlin (50. Internationalen Filmfestspiele Berlin), s'est tenue du 9 au 20 février 2000.

## Jury
- Gong Li  Chine, présidente du jury
- Lissy Bellaiche  Danemark
- Peter W. Jansen  Allemagne
- Jean Lefebvre  Canada
- Marisa Paredes  Espagne
- Jean-Louis Piel  France
- Walter Salles  Brésil
- Maria Schrader  Allemagne
- Andrzej Wajda  Pologne

## Sélections

### Compétition
La sélection officielle en compétition se compose de 21 films.
| Titre                                                                            | Réalisation          | Pays        | Distribution                                                                                           |
| -------------------------------------------------------------------------------- | -------------------- | ----------- | --- |
| Accroché au ciel (Nebeska udica)                                                 | Ljubiša Samardžić    | Yougoslavie | Nebojša Glogovac, Ana Sofrenović, Ivan Jevtović                                                        |
| La Chorale des garçons (Dokuritsu shōnen gasshō-dan)                             | Akira Ogata          | Japon       | Atsushi Itō, Sora Tōma, Teruyuki Kagawa                                                                |
| La Chambre des magiciennes                                                       | Claude Miller        | France      | Anne Brochet, Mathilde Seigner, Annie Noël                                                             |
| El mar                                                                           | Agustí Villaronga    | Espagne     | Roger Casamajor, Bruno Bergonzini, Ángela Molina, Antònia Torres                                       |
| L'Enfer du dimanche (Any Given Sunday)                                           | Oliver Stone         | États-Unis  | Al Pacino, Jamie Foxx, Cameron Diaz, Dennis Quaid, James Woods                                         |
| Gouttes d'eau sur pierres brûlantes                                              | François Ozon        | France      | Bernard Giraudeau, Malik Zidi, Ludivine Sagnier, Anna Thomson                                          |
| Hurricane Carter (The Hurricane)                                                 | Norman Jewison       | États-Unis  | Denzel Washington, Vicellous Reon Shannon (en), Deborah Kara Unger, Liev Schreiber                     |
| The Island Tales (You shi tiaowu)                                                | Stanley Kwan         | Chine       | Takao Ōsawa, Shu Qi, Michelle Reis                                                                     |
| Love Me                                                                          | Laetitia Masson      | France      | Sandrine Kiberlain, Johnny Hallyday, Jean-François Stévenin                                            |
| Magnolia                                                                         | Paul Thomas Anderson | États-Unis  | Tom Cruise, Julianne Moore, Philip Seymour Hoffman, John C. Reilly, William H. Macy, Philip Baker Hall |
| Man on the Moon                                                                  | Miloš Forman         | États-Unis  | Jim Carrey, Danny DeVito, Courtney Love, Paul Giamatti, Vincent Schiavelli                             |
| The Million Dollar Hotel (film d'ouverture)                                      | Wim Wenders          | États-Unis  | Jeremy Davies, Mel Gibson, Milla Jovovich                                                              |
| Nuages de mai (Mayıs sıkıntısı)                                                  | Nuri Bilge Ceylan    | Turquie     | Emin Ceylan, Muzaffer Özdemir, Fatma Ceylan                                                            |
| Paradiso : Sept Jours avec sept femmes (Paradiso: Sieben Tage mit sieben Frauen) | Rudolf Thome         | Allemagne   | Hanns Zischler, Cora Frost                                                                             |
| La Plage (The Beach)                                                             | Danny Boyle          | États-Unis  | Leonardo DiCaprio, Virginie Ledoyen, Guillaume Canet, Tilda Swinton, Robert Carlyle                    |
| Prime luci dell'alba                                                             | Lucio Gaudino        | Italie      | Laura Morante, Francesco Giuffrida, Gianmarco Tognazzi                                                 |
| The Road Home (Wǒ de fùqin mǔqin)                                                | Zhang Yimou          | Chine       | Zhang Ziyi, Zhao Yulian, Zheng Hao, Sun Honglei                                                        |
| La Fille du capitaine (Russkiy bunt)                                             | Alexandre Prochkine  | Russie      | Vladimir Machkov, Vladimir Ilin, Sergey Makovetskiy                                                    |
| Signs and Wonders                                                                | Jonathan Nossiter    | France      | Stellan Skarsgård, Charlotte Rampling, Deborah Kara Unger                                              |
| Le Talentueux Mr Ripley (The Talented Mr. Ripley)                                | Anthony Minghella    | États-Unis  | Matt Damon, Jude Law, Gwyneth Paltrow, Cate Blanchett, Philip Seymour Hoffman                          |
| Les Trois Vies de Rita Vogt (Die Stille nach dem Schuß - The Legend of Rita)     | Volker Schlöndorff   | Allemagne   | Bibiana Beglau, Nadja Uhl                                                                              |

### Hors compétition
5 films sont présentés hors compétition.
- American Psycho de Mary Harron
- Bossa Nova et vice versa (Bossa Nova) de Bruno Barreto
- Peines d'amour perdues (Love's Labour's Lost) de Kenneth Branagh
- L'Obscénité et la Fureur (The Filth and the Fury) de Julien Temple
- Les Rois du désert (Three Kings) de David O. Russell

## Palmarès
- Ours d'or : Magnolia de Paul Thomas Anderson
- Ours d'argent (Grand prix du jury) : The Road Home (我的父亲母亲, Wo de fu qin mu qin) de Zhang Yimou
- Ours d'argent du meilleur acteur : Denzel Washington pour Hurricane Carter
- Ours d'argent de la meilleure actrice : ex æquo Bibiana Beglau et Nadja Uhl pour Les Trois Vies de Rita Vogt (Die Stille nach dem Schuß)
- Ours d'argent du meilleur réalisateur : Miloš Forman pour Man on the Moon

- Ours d'or d'honneur : Jeanne Moreau
- Caméra de la Berlinale : Kon Ichikawa et Wolfgang Jacobsen